# 沢中山駅
沢中山駅（さわなかやまえき）は富山県中新川郡立山町岩峅寺にある富山地方鉄道立山線の駅である。駅番号はT50。

## 歴史
- 1921年（大正10年）3月19日 - 立山鉄道の沢中山駅として開業[1]。
- 1936年（昭和11年）8月18日 - 廃止[2]。
- 1940年（昭和15年） - 再開業[3]。

## 駅構造
- 単式ホーム1面1線を持つ地上駅。駅舎はなくホーム上に待合室があるだけの無人駅である。

## 利用状況
「統計たてやま」によると、2019年度の1日平均乗降人員は72人であった。
近年の1日平均乗降人員は以下の通り。
| 年度   | 1日平均 乗降人員 |
| ------ | ---------------- |
| 2004年 | 48               |
| 2005年 | 77               |
| 2006年 | 79               |
| 2007年 | 73               |
| 2008年 | 71               |
| 2009年 | 68               |
| 2010年 | 75               |
| 2011年 | 72               |
| 2012年 | 74               |
| 2013年 | 71               |
| 2014年 | 67               |
| 2015年 | 70               |
| 2016年 | 71               |
| 2017年 | 70               |
| 2018年 | 72               |
| 2019年 | 72               |
| 2020年 | 61               |
| 2021年 | 62               |
| 2022年 | 64               |
| 2023年 | 29               |

## 駅周辺
駅の周辺は田園地帯で人家が散在しているが、特に商業施設などはない。

## 隣の駅
富山地方鉄道
■立山線
■アルペン特急・■特急
通過
■普通
釜ヶ淵駅 (T49) - 沢中山駅 (T50) - 岩峅寺駅 (T51)